# Filipa Azevedo
Filipa Azevedo (Gondomar, 31 juli 1991), is een Portugese zangeres. Buiten Portugal verwierf ze bekendheid door mee te doen aan het Eurovisiesongfestival 2010 in de Noorse hoofdstad Oslo. 

## Eurovisiesongfestival
Azevedo mocht meedoen met het Eurovisiesongfestival 2010 omdat zij het Festival da Canção 2010 gewonnen had. Ze deed mee met nummer Há Dias Assim. In de eerste halve finale kreeg zij 89 punten, en eindigde zij als vierde. In de grote finale werd ze achttiende, met 43 punten. Haar nummer, Há Dias Assim, is geschreven door Augusto Madueira, een Portugese journalist. Het nummer is volledig in het Portugees, zoals traditie is voor Portugal.
1964: António Calvário · 
1965: Simone de Oliveira · 
1966: Madalena Iglésias · 
1967: Eduardo Nascimento · 
1968: Carlos Mendes · 
1969: Simone de Oliveira · 
1971: Tonicha · 
1972: Carlos Mendes · 
1973: Fernando Tordo · 
1974: Paulo de Carvalho · 
1975: Duarte Mendes · 
1976: Carlos do Carmo · 
1977: Os Amigos · 
1978: Gemini · 
1979: Manuela Bravo · 
1980: José Cid · 
1981: Carlos Paião · 
1982: Doce · 
1983: Armando Gama · 
1984: Maria Guinot · 
1985: Adelaide Ferreira · 
1986: Dora · 
1987: Nevada · 
1988: Dora · 
1989: Da Vinci · 
1990: Nucha · 
1991: Dulce Pontes · 
1992: Dina · 
1993: Anabela · 
1994: Sara Tavares · 
1995: Tó Cruz · 
1996: Lúcia Moniz · 
1997: Célia Lawson · 
1998: Alma Lusa · 
1999: Rui Bandeira · 
2001: MTM · 
2003: Rita Guerra · 
2004: Sofia Vitória · 
2005: 2B · 
2006: Nonstop · 
2007: Sabrina · 
2008: Vânia Fernandes · 
2009: Flor-de-Lis · 
2010: Filipa Azevedo · 
2011: Homens da Luta · 
2012: Filipa Sousa · 
2014: Suzy · 
2015: Leonor Andrade · 
2017: Salvador Sobral · 
2018: Cláudia Pascoal · 
2019: Conan Osíris · 
2021: The Black Mamba · 
2022: Maro · 
2023: Mimicat · 
2024: Iolanda · 
2025: Napa